# Кальборня
Кальборня (пол. Kalbornia, нім. Kahlborn) — село в Польщі, у гміні Домбрувно Острудського повіту Вармінсько-Мазурського воєводства.
Населення — 29 осіб (2011).
У 1975-1998 роках село належало до Ольштинського воєводства.

## Демографія
Демографічна структура станом на 31 березня 2011 року:
|          | Загалом | Допрацездатний вік | Працездатний вік | Постпрацездатний вік |
| -------- | ------- | ------------------ | ---------------- | -------------------- |
| Чоловіки | 15      | 5                  | 6                | 4                    |
| Жінки    | 14      | 2                  | 7                | 5                    |
| Разом    | 29      | 7                  | 13               | 9                    |